# هوکا (مینه‌سوتا)
هوکا، مینه‌سوتا (به انگلیسی: Hokah, Minnesota) یک شهر در ایالات متحده آمریکا است که در شهرستان هیوستون واقع شده‌است.

## خصوصیات
هوکا ۱٫۹۴ کیلومترمربع مساحت و ۵۸۰ نفر جمعیت دارد و ۲۱۴ متر بالاتر از سطح دریا واقع شده‌است.